# Sekuritizace (politologie)
Sekuritizace je prezentace určitého problému jako bezpečnostní hrozby se záměrem, aby se s tímto pohledem ztotožnila významná část společnosti. Je to proces cíleného vytváření pociťovaných hrozeb, kdy se určité téma, na základě intersubjektivního prezentování, stává otázkou bezpečnosti. Tento proces představuje extrémní formu politizace, tedy případ, kdy se dané téma přesouvá do agendy státu a je tak zásadní pro jeho ochranu a fungování. Téma se stává mezinárodním bezpečnostním problémem, které je na základě přesvědčivé argumentace významnější, nežli odlišná témata a proto by mu měla být přisouzena absolutní přednost. Neděje se tak nutně na základě skutečně existující hrozby, ale proto, že je téma jako hrozba prezentováno, a to médii, politiky nebo nevládními organizacemi, především na základě verbálního projevu.
Při procesu sekuritizace musí nejdříve aktéři sekuritizace, neboli iniciátoři tohoto procesu, určit referenční objekt, tedy entitu, které se sekuritizace bude týkat. Dále pak musí přesvědčit funkcionální aktéry (publikum), že daný objekt nabyl statusu mimořádné důležitosti a hrozí mu bezprostřední nebezpečí. Jakmile „publikum“ přijme dané téma jako existenční hrozbu, proces sekuritizace proběhl úspěšně a máme tak právo na jeho okamžitou záchranu. Funkcionální aktéři zároveň přijímají i možné budoucí akce na ochranu daného objektu.
Teoretici, zabývající se sekuritizací tvrdí, že některé sekuritizované problémy dostávají až nepřiměřeně velkou pozornost a prostředků na rozdíl od těch, které mohou způsobovat větší škody. Běžně používaným příkladem je terorismus, který je vyzdvihován jako největší priorita v bezpečnostních diskuzích i přesto, že je více pravděpodobné, že budou lidé zabiti spíše při automobilových nehodách nebo následkem nemoci, které bylo možno předejít.

## Kodaňská škola
Problematika bezpečnosti byla teorií a praxí mezinárodních vztahů a bezpečnostních studií tradičně konceptualizována ve dvou základních úrovních - národní a mezinárodní, kdy oba koncepty nahlížely na stát jako na primární referenční objekt.
V první polovině 80. let vstoupil do bezpečnostní diskuze britský politolog a tehdejší vědecký pracovník Kodaňského institutu pro mír (Copenhagen Peace Research Institute - COPRI) Barry Buzan a zásadně ovlivnil dosavadní koncept bezpečnostní analýzy.
Konceptualizace bezpečnosti byla Buzanem a kodaňskou skupinou rozšířena a prohloubena o „nové“ hrozby a „nové“ objekty a zároveň byl zaveden zcela nový pohled na dynamiku bezpečnosti, který získal pojmenování sekuritizace. Kodaňská škola představila nejenom nový koncept bezpečnosti, ale i jednotný analytický rámec pro jeho studium.
Samotný pojem sekuritizace byl poprvé formulován roku 1995 dánským politologem Olem Wæverem v publikaci „On Security“. Následně byl koncept systematicky rozpracován výzkumnými pracovníky kodaňské školy, především pak již zmiňovaným Barrym Buzanem, který jako výsledek svého zkoumání vydal několik publikací zabývajících se teorií sekuritizace.
Na základě nově vzniklého post-bipolárního uspořádání na poli geopolitických vztahů, a s transformací bezpečnostních hrozeb, zaznamenala analýza mezinárodních vztahů výrazný a ucelený posun. Ústředním předmětem diskuze představitelů kodaňské skupiny v čele s Buzanem, Olem Wæverem a Jaapem de Wildem se stala otázka, zda a jak prohloubit koncept mezinárodní bezpečnosti, aniž by došlo k narušení její konceptuální soudružnosti, a jak rozšířit zaměření analytického rámce o jiné než tradičně vojenské druhy hrozeb a zároveň zachovat logičnost a smysluplnost konceptu.
Pojetí bezpečnosti, vycházející ze tří teoretických přístupů - anglické školy, sociálního konstruktivismu a strukturálního realismu, bylo doplněno o vertikální prohloubení konceptu, které formuluje kvalitativní proměnu v oblasti analytických rovin. Primární význam je tak přikládán nejenom rovině státní, ale i rozličným společenským aktérům a referenčním entitám. Cílem prohloubení bylo rozšíření konceptu státní roviny, o roviny mezinárodní a regionální a roviny sub-státních jednotek a jednotlivců. Největší důraz je kladen na vztah mezi státní a sub-státní úrovní. Existenční hrozbu ze strany jedince vůči státu považuje Buzan za zanedbatelnou, ale v opačné situaci dochází k navýšení potenciálu hrozby.
Současně bylo pojetí bezpečnosti rozšířeno o nové bezpečností hrozby a stávající koncept vojensko-politického charakteru byl prací kodaňské školy rozšířen o samostatný politický, společenský, ekonomický a environmentální sektor. Sektory jsou definovány jako ,,náhledy na mezinárodní systém, které staví do popředí jeden konkrétní aspekt vztahů a interakci mezi veškerými jeho jednotkami”. Analytickým cílem rozšíření je (1) rozlišení interakcí jednotlivých odvětví, kdy lze již předem předpokládat existenční vztah mezi konkrétním sektorem a danými jednotkami, či provázanost, jako v případě státu, napříč sektory a (2) odlišnost povahy hrozeb a jejích strategií napříč sektory a jednotkami.

### Zdroje hrozeb
Vědci kodaňské skupiny svůj výzkum o přístupu k bezpečnostním otázkám stavějí na teorii rozdělení potenciálních hrozeb entit na sektory, konkrétně 5 sektorů: vojenský, politický, společenský, ekonomický a environmentální. Vnímání hrozeb v rámci sektorů začalo sílit v druhé polovině studené války a v současné době je všeobecně přijímaný fakt takový, že určitý objekt (v mezinárodních vztazích se povětšinou bavíme o státech) lze rozhodně ohrozit i jiným způsobem než jen pouhou fyzickou (vojenskou) agresí. Je ovšem důležité, aby všechny sektory byly na sebe v analýze bezpečnosti napojeny, aby bylo možné výzkum realizovat tak, aby bylo na sebe možné najít společné prvek řešení

#### Vojenský sektor
Vojenský bezpečnostní sektor je nejcharakterističtějším pojmem pro výraz bezpečnost. Je významem schopnosti subjektu (povětšinou státu) bránit či odradit přímé vojenské agrese. Zahrnuje schopnost státu vykonávat politická rozhodnutí o použití vojenské síly za účelem zabezpečení státu a stát je tedy nejvýznamnějším, i když ne jediným, referenčním objektem, který se sám podílí na využívání vojenských složek jakožto způsobu sekuritizace. Podle autorů teorie sekuritizace se „vojenská bezpečnost týká dvouúrovňového vzájemného působení útočných/obranných schopností státu a jak státy vnímají úmysly ostatních“.

#### Politický sektor
Politický sektor sekuritizace se primárně zabývá otázkou zabezpečení organizační stability společenského řádu. Zabývá se nevojenskými hrozbami pocházejícími od jiných politických subjektů, než jsou státy. Díky tomu, že se tímto způsobem dají sekuritizovat již konkrétní osoby a tudíž „bezpečnost lidských bytostí v tomto sektoru dostává do popředí“. Na pomezí s politickým sektorem, který se soustřeďuje hrozby proti základním hodnotám, suverenitě nebo teritoriální integritě státu, stojí terorismus. Dalšími příklady tohoto sektoru mohou být diktátorské režimy či porušování lidských práv.

#### Společenský sektor
Přestože je společenská bezpečnost v úzkém propojení s bezpečností politickou, k protínání společných hranic dochází spíše výjimečně. Společenský sektor se zabývá otázkami bezpečnosti sociálních skupin, integrace a identity jako takové. Tyto faktory jsou z hlediska mezinárodní bezpečnosti stěžejní pro porozumění a stabilitu uvnitř společnosti. Představitelé kodaňské školy se zabývají konkrétními tématy sekuritizačních hrozeb jako jsou migrace, úbytek obyvatelstva a horizontální a vertikální soupeření.

#### Ekonomický sektor
V souvislosti s globalizací získává svůj význam i ekonomický sektor, který zahrnuje takové jevy, které mohou mít vliv na moc, identitu nebo obranyschopnost státu. Takovými jsou například ekonomické krize nebo úmyslné uvalení embarg či sankcí. Ekonomická bezpečnost ve významu mezinárodních vztahů je schopnost státu řídit svou politiku národního hospodářství žádoucím způsobem adaptabilním na prostředí, ve kterém působí. Dnes, kdy existuje velká ekonomická provázanost světa je hospodářské zabezpečení pravděpodobně stejně důležitou součástí národní bezpečnosti jako bezpečnost vojenská. Podle Buzana ekonomická bezpečnost zahrnuje přístup ke zdrojům finančním prostředkům trhům, bez nich nelze udržet přijatelnou životní úroveň a dostatečnou státní moc.

#### Environmentální sektor
Aktivní zájem o rozšíření zabezpečení států do úrovně environmentální ochrany se začal projevovat v roce 1972 na konferencí OSN o životním prostředí. Přesto většině států trvalo, než byla pochopena důležitost tohoto sektoru. Po výbuchu jaderné elektrárny Černobyl na Ukrajině se pozice tohoto sektoru začala utvrzovat a posléze byl definován jako „princip zachování lokální a celoplanetární biosféry coby základního podpůrného systému, na němž závisí existence všech dalších lidských forem“. Environmentální oblast lze rozdělit do dvou podoblastí – jednak ohrožení civilizace přírodními katastrofami, jednak negativní změna životního prostředí vlivem lidské činnosti. Příklady jsou zmenšující se biodiverzita a rozpad ekosystémů, nerovná distribuce potravin a energetických surovin, současná klimatická změna, dezertifikace nebo odlesňování.

### Pojmosloví a proces sekuritizace
Kodaňská škola spolu s prohloubením a rozšířením bezpečnostní analýzy přišla i s rozšířením jejího základního pojmosloví. Vedle procesu sekuritizace rozlišuje tři typy jednotek. Referenční objekty neboli entity, které jsou na základě reálné hrozby existenčně ohroženy, aktéry sekuritizace, kteří jsou iniciátory řečového aktu sekuritizace, kdy označují danou entitu jako existenčně ohroženou a funkcionální aktéry. V historii byl tradičními referenčním objektem stát či národ, ale na základě výzkumného přístupu kodaňské školy byla škála možných referenčních entit rozšířena. Referenční entitou může být lidstvo jako celek (např. v případě jaderné hrozby), otázka principu dodržování lidských práv či udržitelnost životního prostředí. Roli sekuritizačního aktéra mohou zaujmout političtí lídři, byrokratická zřízení či lobbistické skupiny. Přesto je jejich identifikace daleko komplikovanější než je tomu u referenčních objektů. Daná událost může být analyzována na základě analytických rovin odlišně a „řečový akt nebývá pokaždé sebedefinující ve vztahu k subjektu, který ho realizuje, a označení aktér je proto v jistém smyslu arbitrární“. Funkcionální aktéři ovlivňují dynamiku bezpečnostních vztahů uvnitř sektoru, avšak nepodílí se přímo na procesu sekuritizace. Příkladem funkcionálního aktéra je jaderná elektrárna a její představitelé, aktéry sekuritizace ochránci životního prostředí a referenčními objekty jsou pak občané, stát a životní prostředí.
Sekuritizace je dynamický proces společenského utváření hrozeb, kdy se určité téma stává absolutní bezpečnostní prioritou. Obvykle začíná jeho extrémní politizací, které s politikou nijak nesouvisí a stát ho nezahrnuje do své agendy. Následně je téma politizováno a stává se součástí veřejné politiky (vyžaduje rozhodnutí a využití jeho prostředků). Poté se z politického stává již sekuritizovaným, kdy je téma prezentováno jako hrozba pro existenci státu a vyžaduje mimořádná opatření. Pokud pro aktéry začne téma ztrácet mimořádnou důležitost a není ohrožen, dochází k desekuritizaci při níž se začne vytrácet z veřejné agendy.

## Příklady sekuritizace

### Terorismus
Obětí dopravních nehod se ročně stane průměrně 150 000 lidí v 56 zemích. Tento fakt je akceptován bez dalších požadavků na bezpečnostní opatření. Oproti tomu teroristické útoky v těchto zemích usmrtily průměrně 5 312 osob mezi lety 1994 až 2004. Toto číslo činí pouze 5 % osob zabitých každoročně v dopravních nehodách, přestože je to jedna z hlavních bezpečnostních priorit.

### Invaze do Iráku
Invaze do Iráku byla také jedním ze sekuritizovaných témat a to jak ve vojenské oblasti, kdy bylo použití zbraní hromadného ničení bráno jako důvod pro invazi, tak v oblasti sociální a politické v souvislosti s porušováním lidských práv.

### Imigrace
Sekuritizovanými tématy jsou i imigrace a uprchlická krize v Evropě a Spojených státech, kdy se obavy z teroristických úkolů používají jako důvod pro zavedení hraničních kontrol. Svůj vliv na toto beze sporu měly útoky z 11. září 2001, které přispěly k rostoucím obavám. Méně pozornosti je tak věnováno ekonomickým faktorům, které vždy hrály svou roli v mezinárodní migraci.

### Porušování lidských práv
V 90. letech spustila Amnesty International kampaň „Turecko: Žádná bezpečnost bez lidských práv“, čímž přímo spojovala porušování lidských práv Kurdů s bezpečnostní otázkou.

### Průzkum vesmíru
Sekuritizovat lze například i průzkum vesmíru. Tuto oblast lze podat jako zájem prozkoumávat dosud nepoznané a prohlubovat tak vědomosti lidstva nebo jako potřebu ochránit lidstvo před hrozbou meteoritů. Podle teorie sekuritizace by tak šlo snáze dosáhnout cíle získat podporu pro vesmírný průzkum.

## Kritika
Kodaňská bezpečnostní analýza se stala předmětem mnohých kritik, jak z oblasti bezpečnosti, tak z oblasti sociologie a teorií mezinárodních vztahů. Andrew Moravcsik si ve svém pojednání, v němž zpochybňuje faktické přispění kodaňského konstruktivismu k teoretickému porozumění EU a evropské integrace, klade metaforickou otázku: ‘Je něco shnilého ve státě dánském?’
Kritika Michaela C. Williamse se dotýká tří okruhů. Williams za prvé tvrdí, že kodaňská škola nevychází pouze ze sociálního konstruktivismu, který si osvojila, ale že její základy leží také na realistické tradici. Respektive, že koncept sekuritizace nese známky radikální formy reálné politiky, s níž je spojeno jméno Carla Schmitta, a která stojí na pozadí smýšlení poválečných realistů. Dále říká, že kodaňská škola považuje sekuritizaci za specifický druh řečového aktu. Williams následně poukazuje na to, že to jak kodaňská škola rozumí pojmu bezpečnost, je podloženo Schmittovým pohledem na politické uspořádání. Schmitt říká, že podstata politického konceptu se nenachází v problémech samotných, ale v konkrétní cestě, vedoucí k oněm problémům. V druhém bodě kritiky si Williams klade otázku, zda pokud je bezpečnost pouze specifickou formou sociální činnosti, znamená to tedy, že úplně každé téma se může stát bezpečnostním tématem, a že jakákoli forma násilné nebo diskriminující politiky musí být nahlížena jako druh řečového aktu a posuzována objektivně. V posledním bodě kritiky upíná Williams pozornost na fakt, že soudobá komunikace v politice se stále více přesouvá na televizní obrazovky – dochází tedy k nárůstu sepětí politiky s produkcí visuálních obrazů, a tím pádem není možné chápat sekuritizaci jen jako řečový akt, ale je třeba také zahrnout visuální obrazy a jejich globální dosah.
Thiery Balzacq ve své kritice uvádí, že základní problém v konceptualizaci bezpečnosti podle kodaňské školy tkví v přílišné formálnosti procesu, což má za následek zkreslený smysl sekuritizace, jako neměnný a stálý proces. „Chceme-li být konkrétní, tak předpoklad řečového aktu se nakonec blíží k omezení bezpečnosti pouze na konvenční proces, jako je například manželství, nebo sázení, ve kterém musí „náhodné štěstí“ (podmínka úspěchu), zcela převládnout, aby akt proběhl“. Naproti tomu Balzacq následně polemizuje o tom, že sekuritizaci lze lépe chápat jako strategický či pragmatický akt a jako součást okolností, zahrnující kontext psycho-kulturní dispozice publika a schopnost přivést mluvčího a posluchače k interakci. Rozdíl oproti řečovému aktu pak spočívá v tom, že strategický proces operuje na úrovni přesvědčování, k čemuž používá různé prostředky, jako například emoce, gesta, metafory, stereotypy a v neposlední řadě i lži.
Předešlé kritiky se týkaly především potenciálního realistického charakteru, ze kterého škola vychází a konzervativní podstaty teorie sekuritizace nebo formální stránky procesu (Balzacq). Podle Lene Hansen je tu ale ještě jedno téma k diskusi, a to je absence genderu. Hansen říká, že v konceptu „řečového aktu“ kodaňské školy jsou dvě prázdná místa, která zabraňují zahrnutí genderu. Hansen je pojmenovala jako „security as silence“ a “subsuming theory“. První situace je stav, kdy osoba, která je potenciálně ohrožena, má pouze omezenou nebo žádnou možnost, mluvit o své bezpečnostní situaci. „Subsuming theory“ vzniká, protože problémy týkající se genderu jsou často navázány na další aspekty, které se týkají ohrožené osoby, jako je například národnost, nebo víra. Hansen dále říká: „Problém zahrnutí genderu do bezpečnostní analýzy čelí obvykle reakci, že tento problém nespadá do kategorie národní a zároveň tedy i kolektivní bezpečnosti, ale do kategorie sociální a individuální. Ale případ Pákistánských vražd ze cti ukazuje, že se jedná o základní otázku přežití, a že bezpečnost konkrétních jednotlivců je hluboce zakotvena v konceptu kolektivní bezpečnosti“.